# Les Guerriers du Bronx 2
Pour plus de détails, voir Fiche technique et Distribution.
Les Guerriers du Bronx 2 (Fuga dal Bronx) est un film italien réalisé par Enzo G. Castellari, sorti en 1983.
Il s'agit de la suite des Guerriers du Bronx (1990: I guerrieri del Bronx).

## Synopsis
La General Construction (GC) Corporation veut raser le Bronx pour reconstruire à la place « la ville du futur ». Pour ce faire, les derniers habitants réduits à l'état de clochards doivent vider les lieux de gré ou de force. Une équipe de désinfecteurs est chargée de nettoyer le quartier de ses occupants par tous les moyens.
Un guerrier solitaire nommé Trash est le seul obstacle sur leur chemin. Il est assisté d'un fabricant de bombes psychopathe et de son fils tout aussi perturbé et fanatique. Ensemble, ils enlèvent le président de l'organisation.

## Fiche technique
Sauf indication contraire, les informations mentionnées dans cette section peuvent être confirmées par la base de données cinématographiques IMDb,  présente dans la section « Liens externes ».
- Titre italien : Fuga dal Bronx[2]
- Titre français : Les Guerriers du Bronx 2[3]
- Réalisation : Enzo G. Castellari
- Scénario : Enzo G. Castellari, Tito Carpi (it)
- Photographie : Blasco Giurato
- Montage : Gianfranco Amicucci
- Musique : Francesco De Masi
- Effets spéciaux : Corridori G&A Cinematografica
- Décors : Massimo Lentini (it)
- Production : Fabrizio De Angelis
- Société de production : Deaf International Film
- Pays :  Italie
- Langue : italien
- Format : Couleur par Telecolor - 2,35:1 - Son stéréo Dolby - 35 mm
- Durée : 89 minutes (1 h 29)
- Genre : Action, Science-fiction
- Dates de sortie :
  - Italie : 15 août 1983
  - France : 1er août 1984

## Distribution
- Mark Gregory (VF : Alain Dorval) : Trash
- Henry Silva (VF : Michel Barbey) : Floyd Wangler
- Giancarlo Prete (VF : Bernard Woringer) : Crazy Strike
- Valeria D'Obici (VF : Annie Balestra) : Moon Gray
- Paolo Malco (VF : Jean Roche) : Hoffman
- Ennio Girolami (VF : Roland Ménard) : Clarke
- Antonio Sabàto (VF : Sady Rebbot) : Dablone
- Alessandro Prete (VF : Jackie Berger) : Junior
- Massimo Vanni : Big Little Man
- Andrea Coppola (it) : Jay, le photographe
- Moana Pozzi : Juana
- Carla Brait : La leader des Iron Men

## Production
Le film a été tourné à la hâte dix-huit mois après Les Guerriers du Bronx. Castellari a déclaré qu'il était agacé par la masse musculaire que Mark Gregory avait perdue entre les deux films, et c'est pour cette raison que l'acteur porte un gilet dans 90 % des scènes.
Le tournage a eu lieu entre New York et les studios Incir De Paolis à Cinecittà.